# Замок Ньюкасл (Бридженд)
Замок Ньюкасл (англ. Newcastle Castle) — средневековый замок, чьи хорошо сохранившиеся руины находятся в городской черте Бридженда в южном Уэльсе. Он был возведен в 1106 году, предположительно, Вильямом Лондонским, одним из легендарных Двенадцати рыцарей Гламоргана, во времена нормандской экспансии. Это один из трех замков, построенных норманнами в этом районе в то время; другие два — Койти и Огмор.